# 乙巳之變
乙巳之變（日语：／ isshinohen、itsushinohen、osshinohen ?）是中大兄皇子和中臣鐮足於645 年（大化元年）在板蓋宮於皇極天皇朝前暗殺了蘇我入鹿，消滅蘇我氏（蘇我本宗家）。皇極天皇退位，孝德天皇即位的日本飛鳥時代的政變。乙巳之變之後，在中大兄皇子的支持下，孝德天皇開始了一系列的政治體制改革（大化改新）。因645年為干支紀年的乙巳年，故稱為乙巳之變。

## 背景
587年，用明天皇死後，蘇我氏蘇我馬子利用皇位繼承問題，向權臣物部守屋發難，最終蘇我馬子勝利，物部氏滅亡，蘇我氏開始把持朝政。592年，蘇我馬子唆使東漢直駒殺害崇峻天皇，推舉自己的外甥女即位，是為推古天皇。626年，蘇我馬子死後，其權勢由其子蘇我蝦夷繼承，蝦夷獨斷朝政，並於643年消滅聖德太子之子山背大兄王。
社會上，當時氏姓貴族已經“各置己民，恣情驅使”，加上征伐新羅的戰爭和營造宮苑、陵墓和寺院所耗費的人力物力，廣大部民苦不堪言，反抗鬥爭不斷高漲，動搖了部民制的基礎。在歸國留學生傳授隋唐封建制的影響下，皇室和貴族內出現主張改革的新興勢力，其代表人物就是中大兄皇子和中臣鐮足。

## 經過

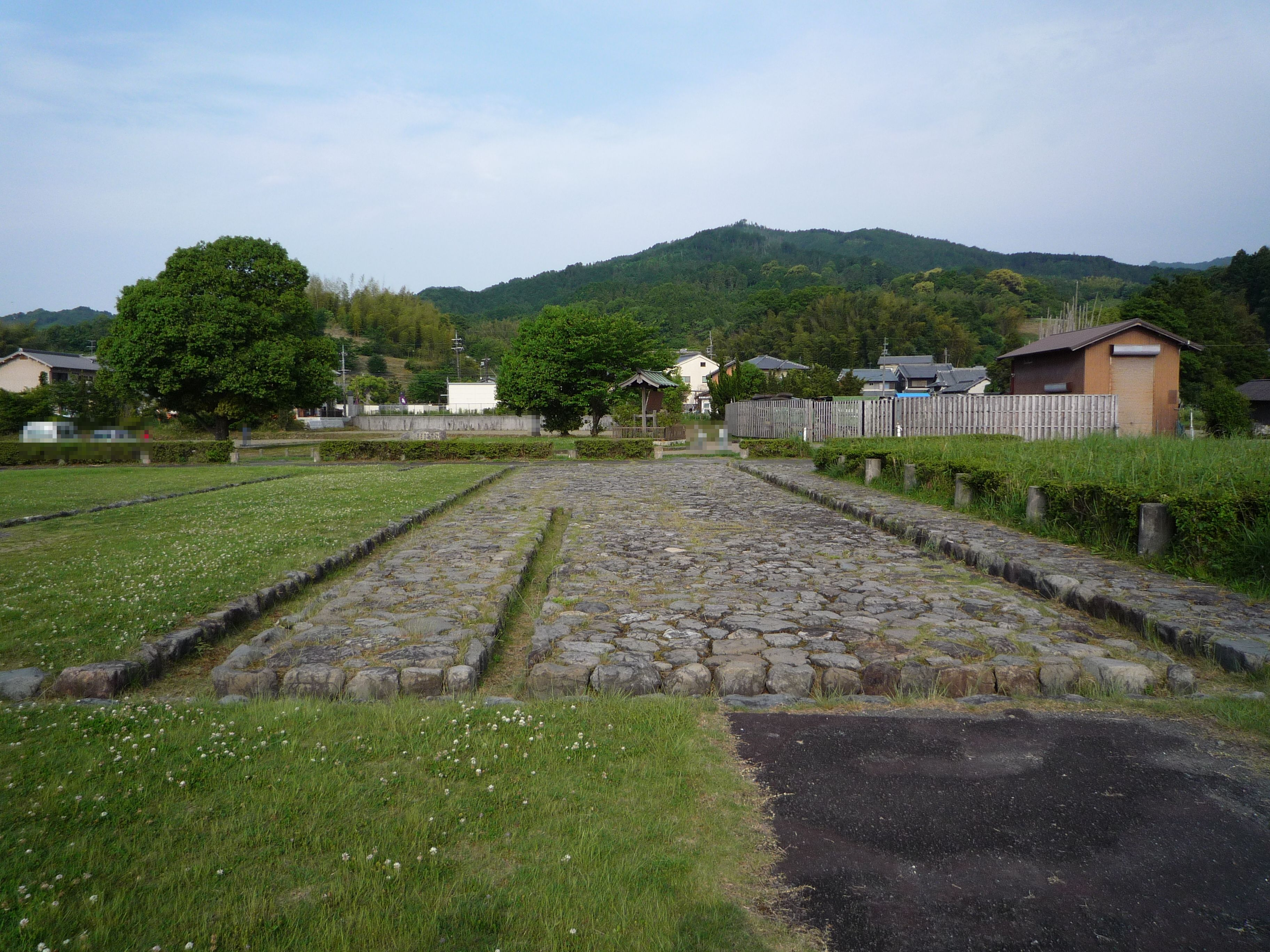
乙巳之變發生地板蓋宮遺址

中大兄皇子和中臣鐮足都厭惡專權的蘇我蝦夷、蘇我入鹿父子，於是聯合與入鹿素有矛盾又有聲望的大夫蘇我倉山田石川麻呂，分化蘇我氏勢力，然後聯合反蘇我氏勢力，組成革新派。皇極四年（645年）6月12日，革新派趁皇極天皇在宮中接見三韓使者的機會，以「鞍作（蘇我入鹿）盡滅天宗，將傾日位」為由，殺死蘇我入鹿。
皇族和貴族多站在中大兄皇子一邊，蘇我蝦夷見大勢已去，便在入鹿被殺第二天焚宅自盡。革新派成立新政權，孝德天皇即位，中大兄皇子為皇太子，中臣鐮足為內臣，蘇我石川麻呂為右大臣，阿倍內麻呂為左大臣。

## 大化改新的開端
革新政權建立以後，建元大化，仿唐制，有步驟的開始改革。大化元年（645年）12月，遷都難波（今大阪）。大化2年（646年）元旦，發佈《改新之詔》，陸續頒佈了革新措施。